# Savana de Bogotá
A Savana de Bogotá é uma subregião localizada no centro geográfico de Colômbia, sobre a Cordillera Oriental, na parte sul do planalto cundiboyacense, sendo a planície mais extensa dos andes colombianos, com uma altura em média de 2 600 msnm.

## História
O rio Bogotá, que lhe dá seu nome atual, a percorre de norte a sul e se precipita em seu sopé formando o Salto do Tequendama, a cascata que, segundo a Mitología Muisca, se formou quando Bochica rompeu a rocha para que se precipitassem por ali as águas que tinham inundado a terra. Os rios que deságuam no Bogotá formam vales férteis onde se encontram populações florescentes.
A savana foi batizada "O Vale dos Alcázares" por Gonzalo Jiménez de Quesada devido ao grande número de aldeias Muiscas construídas cujas choupanas se estendiam sobre a planície.

## Reservatórios naturais

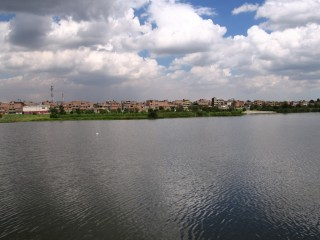
Banhado Tibabuyes.

A Savana de Bogotá possui um sistema de lagoas naturais e pântanos que funcionam como reguladores da umidade. Atuando como "esponjas" dos volumes do rio Bogotá e suas afluentes, servem como depósitos e reservatórios naturais para a coleta de águas pluviais e são um sistema natural de filtragem e depuração da água. Ademais, constituem uma destacada reserva de flora e fauna da região.

## Clima
Tem uma temperatura média de 13.5 °C, que pode oscilar entre os -5 °C e os 26 °C. As temporadas secas e chuvosas alternam-se durante todo o ano; os meses mais secos são dezembro, janeiro, fevereiro e março; durante os meses mais chuvosos, abril, maio, setembro, outubro e novembro a temperatura é mais estável, com oscilações entre os 6-8 °C e os 18-20 °C. Junho, julho e agosto são os meses de fortes ventos e maior oscilação da temperatura; é a zona habitada do país com as temperaturas mais baixas. Estas condições são muito variáveis devido aos fenômenos do El Niño e la Nina, que se dão na bacia do Oceano Pacífico e produzem mudanças climáticas muito fortes.